# Saison 2015-2016 du Raja Club Athletic
Chronologie
Saison précédente Saison suivante
La saison 2015-2016 du Raja Club Athletic est la 67e de l'histoire du club depuis sa fondation le 20 mars 1949. Elle fait suite à une saison 2014-2015 catastrophique qui a vu les Verts terminer le championnat en 8e position.
Lors de cette saison, le Raja est engagé dans trois compétitions officielles: le Championnat du Maroc, la Coupe du trône et la Coupe nord-africaine des clubs champions.
Alors qu'il avait signé un précontrat avec le club le 8 mai 2015, Faouzi Benzarti tourne le dos au Raja et décide de rester dans son pays pour prendre en charge l'un des clubs tunisiens. Le 10 juin 2015, le Raja affirme avoir reçu les excuses de Benzarti qui compte payer la clause de résiliation du contrat pour éviter d'éventuelles poursuites devant la FIFA.
Par conséquent, le Raja commence sa saison par le recrutement du Néerlandais Ruud Krol qui signe un contrat de deux saisons, le 12 juin 2015.
Abdelilah Hafidi est élu meilleur buteur et passeur du Raja lors de cette saison avec respectivement 12 buts inscrits et 6 passes décisives délivrées toutes compétitions confondues.

## Mercato d'été 2015

### Arrivées

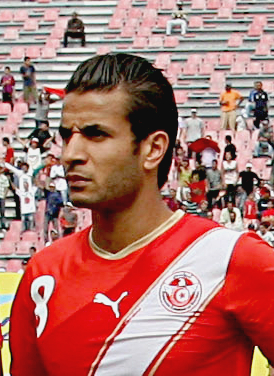
Khaled Korbi

Le 9 mai 2015, Youssef Kaddioui, âgé de 30 ans, trouve un accord de principe avec le club Rajaoui.
Sans club depuis son départ du Club Africain, l'ex milieu défensif du Stade Tunisien et de l'Espérance de Tunis, Khaled Korbi, s'engage avec le Raja après une demande de Faouzi Benzarti, et signe un contrat de deux saisons le 15 mai 2015, après avoir passé avec succès les visites médicales.

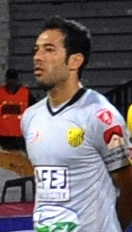
Anas Zniti

Le 9 juin 2015, le Raja présente officiellement, ses deux nouvelles recrues estivales, Youssef Kaddioui et l'ex gardien de but de l'AS FAR, Anas Zniti, qui signent chacun un contrat de 3 ans avec le club Casablancais.
Le 17 juin 2015, le Raja embauche le meneur de jeu belge d'origine marocaine, Mohamed Messoudi, qui passe des tests physiques et techniques sous la supervision de Ruud Krol qui décide de l'engager pour les deux prochaines saisons. Le 18 juin 2015, des sources proches du Raja confirment que le Belgo-marocain Maroco-belge percevra une prime de signature de trois millions huit cent mille dirhams pour les deux saisons prévues dans son contrat, et il bénéficiera d’un salaire mensuel de 10 mille DH.
Le Raja officialise, le même jour, l’arrivée de l'ex attaquant de Rachad Bernoussi, Mohamed Bouldini, qui s'engage pour les quatre prochaines saisons. Le jeune attaquant de pointe, à peine âgé de 19 ans, est repéré par le club grâce à son gabarit athlétique parfait pour un fer de lance.
En fin de contrat avec le club saoudien d’Al-Shabab Riyad, le défenseur international ghanéen de 27 ans, Mohamed Awal, passe une période d'essai réussie et paraphe un contrat de deux ans avec les Verts de Casablanca, le 25 juillet 2015. Pourtant, la visite médicale détecte la présence de séquelles d’une ancienne blessure, selon Radio Mars, ce qui force le Raja d'inclure une clause particulière dans le contrat du joueur: "en cas de blessure, son bail sera automatiquement résilié."
En provenance du Difaâ Hassani d'El Jadida, le milieu de terrain Soufiane Gadoum signe un contrat de 3 ans avec le Raja, le 12 août 2015. Après l'officialisation de sa signature avec le club casablancais, Gadoum affirme que c’est "un rêve d’enfant qui se réalise."

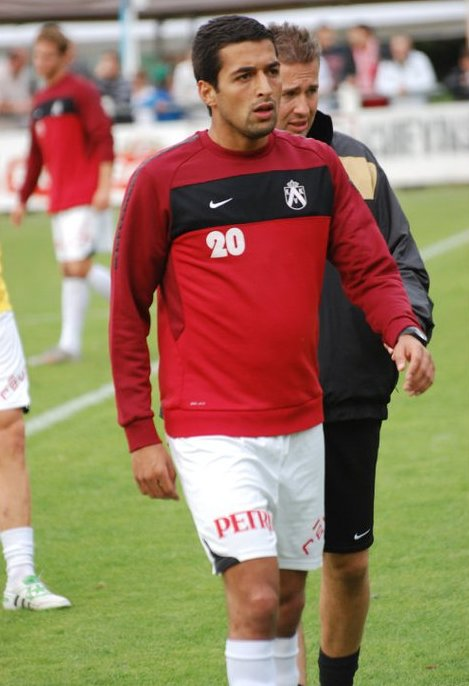
Mohamed Messoudi

Le 20 août 2015, le Raja accueille dans son effectif l'attaquant ghanéen, Mohammed Yakubu, qui signe pour les trois prochaines années, après avoir passé la traditionnelle visite médicale avec succès et devient ainsi la huitième recrue du Raja après les internationaux marocains, Anas Zniti, Youssef Kaddioui et Mohamed Boudini, l’international tunisien Khaled Korbi, l’international ghanéen Mohamed Awal, ainsi que Soufiane Gadoum et Mohamed Messoudi.
Après Mohamed Awal et Mohamed Yakubu, le Raja s'adjuge les services d’un troisième ghanéen. Âgé de 25 ans, l'attaquant Nathaniel Ohene Asamoah paraphre un contrat de trois ans avec le club casablancais le 27 août 2015.
Malgré ses problèmes contractuels avec le club tunisien de Sfax, le congolais Lema Mabidi, signe officiellement un contrat de 4 ans avec le Raja CA, le 4 septembre 2015. Concernant son transfert libre au Raja malgré son contrat avec le Sfax, Mabidi affirme que «C’est suite au non-respect de contrat avec les dirigeants Sfaxien. Nous avons résilié le contrat à l’amiable, car cela fait plus de 4 mois que je n’étais pas payé. Et puis, je n’avais reçu qu’une partie de l’argent de la signature du contrat» et il insiste que «le statut de la FIFA nous protège, nous les joueurs. Car tout joueur professionnel, impayé pendant trois mois, devient automatiquement joueur libre. Et puis, on doit lui verser tout l’argent de la signature du contrat».
Le 7 septembre 2015, et après des semaines de négociations, le Raja recrute l'international local et l'ex milieu du Moghreb Athlétic de Tétouan, Ahmed Jahouh, qui signe un contrat de 3 ans pour une somme de 7 millions de dirhams sur trois ans en salaire,.
| Numéro | Poste | Joueur                   | En provenance de            | Forme           | Date             |
| ------ | ----- | ------------------------ | --------------------------- | --------------- | ---------------- |
| 7      | MIL   | Youssef Kaddioui Idrissi | Al-Dhafra                   | Transfert Libre | 9 mai 2015       |
| 14     | MIL   | Khaled Korbi             | Club Africain               | Transfert Libre | 15 mai 2015      |
| 1      | GAR   | Anas Zniti               | AS FAR Rabat                | Transfert Libre | 9 juin 2015      |
| 17     | MIL   | Mohamed Messoudi         | SV Zulte Waregem            | Transfert Libre | 17 juin 2015     |
| 9      | ATT   | Mohamed Bouldini         | Rachad Bernoussi            | Transfert       | 17 juin 2015     |
| 49     | DEF   | Mohamed Awal             | Al-Shabab Riyad             | Transfert Libre | 25 juillet 2015  |
| 5      | MIL   | Soufiane Gadoum          | Difaâ Hassani d'El Jadida   | Transfert       | 12 août 2015     |
| 29     | ATT   | Mohammed Yakubu          | Ashanti Gold SC             | Transfert       | 21 août 2015     |
| 77     | ATT   | Nathaniel Ohene Asamoah  | Medeama Sporting Club       | Transfert       | 27 août 2015     |
| 14     | MIL   | Lema Mabidi              | Club Sportif Sfaxien        | Transfert Libre | 4 septembre 2015 |
| 55     | MIL   | Ahmed Jahouh             | Moghreb Athlétic de Tétouan | Transfert       | 7 septembre 2015 |

 Joueurs réserves en provenance du Raja B :
| Nom               | Nationalité | Poste     | Forme                     | Provenance/Destination | Division       |
| Arrivées          |             |           |                           |                        |                |
| Mohamed Chennouf  | Maroc       | Gardien   | Promu de l'équipe réserve | Raja CA réserve        | Botola Espoirs |
| Noureddine Beskar | Maroc       | Défenseur | Promu de l'équipe réserve | Raja CA réserve        | Botola Espoirs |
| Walid Sebbar      | Maroc       | Milieu    | Promu de l'équipe réserve | Raja CA réserve        | Botola Espoirs |
| Yassine Faqhaoui  | Maroc       | Milieu    | Promu de l'équipe réserve | Raja CA réserve        | Botola Espoirs |
| Hamza Iajour      | Maroc       | Attaquant | Promu de l'équipe réserve | Raja CA réserve        | Botola Espoirs |
| Omar Boutayeb     | Maroc       | Défenseur | retour de prêt            | Youssoufia Berrechid   | Botola 2       |
| Hamza Mousaddak   | Maroc       | Défenseur | retour de prêt            | Youssoufia Berrechid   | Botola 2       |
| Anass Soudani     | Maroc       | Milieu    | retour de prêt            | Youssoufia Berrechid   | Botola 2       |
| Badr Benoun       | Maroc       | Défenseur | retour de prêt            | Renaissance de Berkane | Botola Pro 1   |

### Départs

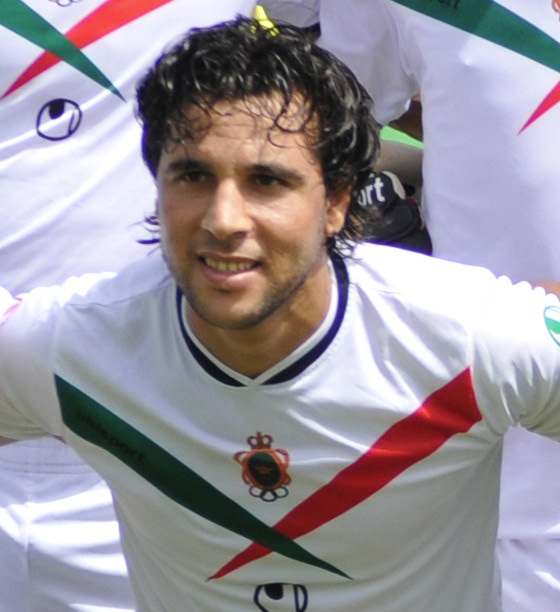
Salaheddine Aqqal

Le 25 mai 2015, le Raja annonce officiellement la fin du contrat de Salaheddine Aqqal qui courait jusqu’en 2016. Auteur seulement de deux buts en 18 matchs de la Botola, Aqqal et la direction se séparent par consentement mutuel, puisque le club ne compte plus sur lui.

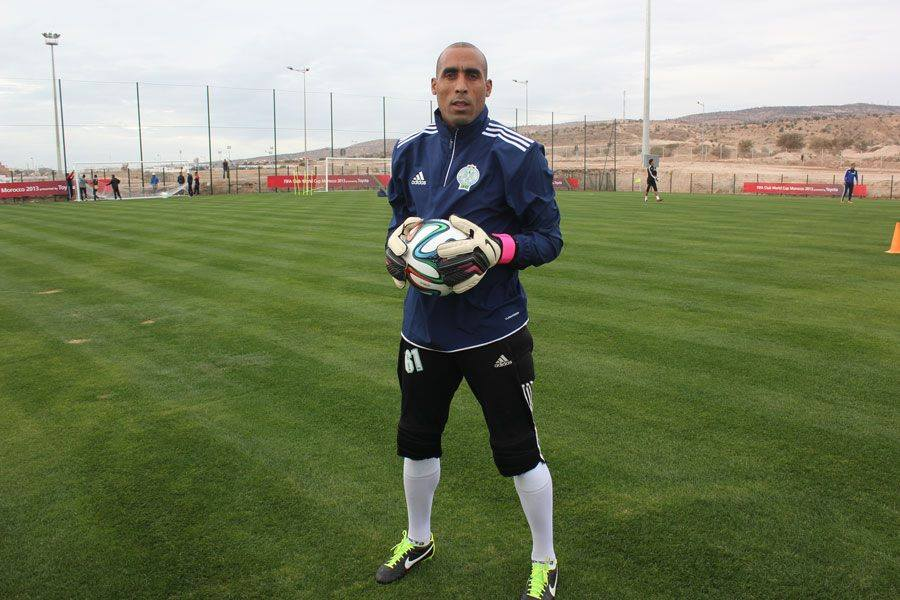
Khalid Askri avec l'Équipe nationale du Maroc, samedi 7 Décembre 2013

Après trois ans de bons et loyaux services, le gardien de but international Khalid Askri quitte le Raja. Le 22 juin 2015, le club annonce sur son site officiel la résiliation à l'amiable du contrat de Khalid Askri, qui courait jusqu'en 2017. Selon le club Casablancais, Askri "a insisté sur le fait de changer d’atmosphère après la grande pression vécue au sein du club" et il "est resté attaché à son envie de quitter" malgré plusieurs réunions avec le président Mohamed Boudrika.
Recruté par le Chabab Rif Al Hoceima, le jeune ailier, Jawad Issine, quitte le Raja, et suit le même chemin que Khalid Askri, parti également dans le Rif, et paraphre un contrat de 4 saisons avec le club d'Al Hoceïma, le 27 juin 2015.
Le 29 juin 2015, le Raja annonce officiellement la résiliation du contrat d'Ahmed Chagou, après 12 matchs en Botola Pro avec le club casablancais lors de la saison 2014-2015. Le 3 juillet 2015, quatre jours plus tard, l'ex défenseur Rajaoui, âgé de 27 ans, est recruté par le KACM.
Après cinq ans au sein du club Verts, Kouko Guehi, qui n’entre plus dans les plans de l'entraîneur néerlandais Ruud Krol, trouve un accord d'une séparation à l'amiable avec les dirigeants du Raja, et quitte officiellement le club, le 21 juillet 2015. Le Maroco-Ivoirien, qui a disputé 23 matches de la Botola Pro 2014-2015 sous le maillot du Raja, s'engage avec l'OCS, le 16 septembre 2015, jusqu’à la fin de la saison, après une demande de l’entraineur Aziz El Amri, selon le porte parole du club Brahim El Falaki lors de l’émission Yaoumiyat El Andia.
Le 23 juillet 2015, Youssef El Gnaoui quitte le Raja pour s'engager au FUS Rabat jusqu'en 2018. Le même jour, le club Rbati annonce sur son site web "Le FUS est heureux d'annoncer la signature aujourd'hui de Youssef El Gnaoui ( ) Transféré du Raja de Casablanca, le nouvel attaquant fussiste a signé son contrat de trois ans et portera le numéro 19" El Gnaoui revient pour Radio Mars sur son "expérience ratée avec le Raja de Casablanca" et affirme que "José Romao m'a marginalisé et ne m'a pas donné ma chance. Certaines personnes ont menti sur mon état physique, ont inventé des choses, du genre que je ne pouvais supporter la pression juste pour ne pas me faire jouer" avant de tenir par ailleurs à "s'excuser auprès des supporters du Raja de Casablanca de ne pas avoir pu apporter une plus-value"

### Préparation et match amicaux
Le Raja CA a joué des rencontres amicales avec deux clubs turcs et un club saoudien pour préparer sa nouvelle saison. Il s'agit de Antalyaspor, Al Faisaly et Torku Konyaspor.
| Date       | Num     | Adversaire      | Lieu                                    | Score | Buteurs              | Passeurs               |
| ---------- | ------- | --------------- | --------------------------------------- | ----- | -------------------- | ---------------------- |
| 02/08/2015 | Match 1 | Antalyaspor     | Stade Afyon Atatürk, Afyon              | 1-1   | Youssef Kaddioui 45e | Zakaria El Hachimi 45e |
| 02/08/2015 | Match 2 | Al Faisaly      | Stade Afyon Atatürk, Afyon              | 0-0   |                      |                        |
| 08/08/2015 | Match 3 | Torku Konyaspor | Torku Arena, Konya                      | 0-0   |                      |                        |
| 06/10/2015 | Match 4 | CWW             | Complexe sportif Raja-Oasis, Casablanca | 1-1   |                      |                        |

## Mercato d'hiver 2016

### Arrivées
Le 20 janvier 2016, le Raja annonce sur son site officiel que le meneur de jeu de Tihad Athletic Sport, Zouheir El Ouasli, s'engage pour le Raja sous un contrat de 4 ans et demi, après avoir passé tous les examens médicaux avec succès sous l’assistance du président de la commission médicale Hicham Wazzani et sous la conduite du professeur Mohamed El Arssi. Directement après la signature, El Ouasli rejoint l'équipe qui passe son stage de préparation à Marrakech.

### Départs
Le 12 décembre 2015, l’international marocain, Mohammed Ali Bemammer, qui n’a disputé que cinq matchs avec le RCA dans la phase aller de la Botola Pro, trouve un accord avec l'équipe d'El Jadida et signe un contrat de 3 ans pour une somme de 800.000 dirhams.
Le 29 janvier 2016, Yassine Salhi, qui n'a disputé que 8 matches cette saison où il a inscrit 3 buts, prend l'avion en direction du Koweït pour passer des tests médicaux avant de parapher un contrat, sous forme de prêt, avec le Koweït SC jusqu'à la fin de la saison,. Après avoir réussi les analyses médicales de rigueur, Salhi officialise son contrat avec son nouveau club. Le salaire du joueur marocain au sein du Koweït SC est fixé à 300.000 DH par mois tandis que le Raja empochera une prime de transfert de 150.000 dollars.

### Préparation et match amicaux
Le Raja Club Athletic s’est imposé au Stade El Abdi d'El Jadida en amical face à son homologue Égyptien, où joue l'ancien rajaoui Omar Najdi, le club du Misr El Maqasa sur le score de 1-0, but d’Abdelkabir El Ouadi en première mi-temps. Les Aigles Verts ont démontré beaucoup de potentialités lors de cette rencontre de préparation qui a couronné leur regroupement à Marrakech pour préparer la phase « retour » de la Bolota Pro IAM. Ce match a été marqué également par la bonne prestation de la nouvelle recrue du Raja Zouheir El Ouassli, qui était derrière la passe décisive de l’unique but de cette rencontre inscrit par Abdelakbir El Ouadi.
Le Raja et le club égyptien d’Misr El Maqasa ont entériné un accord de partenariat. Les cérémonies de signature ont été présidées par Mohamed Boudrika et Mohamed Abdessalam, président du Conseil administratif du club Égyptien.

## Botola
| Date              | No. | Adversaire     | Lieu | Résultat | Buteurs pour le Raja                                                                        | Affluence |
| MATCHS ALLER      |     |                |      |          |                                                                                             |           |
| 6 septembre 2015  | 1   | FUS Rabat      | Ext. | 2 - 0    |                                                                                             | -         |
| 12 septembre 2015 | 2   | KACM Marrakech | Dom. | 1 - 1    | Abdelkabir El Ouadi 9e                                                                      | -         |
| 4 octobre 2015    | 3   | MCO Oujda      | Ext. | 0 - 1    | Abdelkabir El Ouadi 89e                                                                     | -         |
| 10 octobre 2015   | 4   | KAC Kénitra    | Dom. | 0 - 1    |                                                                                             | -         |
| 31 octobre 2015   | 5   | MAS Fès        | Dom. | 3 - 0    | Adil Kerrouchi 79e (pen.) 87e Mahmoud Benhalib 83e                                          | -         |
| 8 novembre 2015   | 6   | CRA Hoceima    | Ext. | 0 - 2    | Abdelkabir El Ouadi 46e Yassine Salhi 76e                                                   | -         |
| 17 novembre 2015  | 7   | MAT Tétouan    | Dom. | 2 - 3    | Ahmed Jahouh 2e Yassine Salhi 86e                                                           | -         |
| 22 novembre 2015  | 8   | FAR Rabat      | Ext. | 1 - 0    |                                                                                             | -         |
| 29 novembre 2015  | 9   | OCK Khouribga  | Dom. | 1 - 2    | Yassine Salhi 58e (pen.)                                                                    | -         |
| 6 décembre 2015   | 10  | DHJ El Jadida  | Ext. | 1 - 1    | Mohamed Bouldini 8e                                                                         | -         |
| 12 décembre 2015  | 11  | RSB Berkane    | Dom. | 1 - 0    | Mahmoud Benhalib 84e                                                                        | -         |
| 20 décembre 2015  | 12  | WAC Casablanca | Ext. | 0 - 0    |                                                                                             | 0-0       |
| 26 décembre 2015  | 13  | OCS Safi       | Dom. | 0 - 0    |                                                                                             | -         |
| 1 janvier 2016    | 14  | HUSA Agadir    | Ext. | 1 - 1    | Christian Osaguona 17e                                                                      | -         |
| 7 janvier 2016    | 15  | IRT Tanger     | Dom. | 2 - 2    | Ahmed Jahouh 46e (pen.) Lema Mabidi 77e                                                     | -         |
| MATCHS RETOUR     |     |                |      |          |                                                                                             |           |
| 12 février 2016   | 16  | FUS Rabat      | Dom. | 1 - 1    | Michel Babatunde 67e                                                                        | -         |
| 21 février 2016   | 17  | KACM Marrakech | Ext. | 0 - 2    | Youssef Kaddioui 46e Lema Mabidi 67e                                                        | -         |
| 28 février 2016   | 18  | MCO Oujda      | Dom. | 4 - 0    | Abdelilah Hafidi 34e Youssef Kaddioui 40e (pen.) Michel Babatunde 54e Mohamed Awal 75e      | -         |
| 5 mars 2016       | 19  | KAC Kénitra    | Ext. | 0 - 3    | Zouheir El Ouasli 10e Abdeljalil Jbira 58e Abdelilah Hafidi 71e                             | -         |
| 19 mars 2016      | 20  | CRA Hoceima    | Dom. | 2 - 1    | Mohamed Oulhaj 48e Michel Babatunde 74e                                                     | -         |
| 27 mars 2016      | 21  | MAS Fès        | Ext. | 0 - 3    | Issam Erraki 55e Abdelilah Hafidi 63e 90+3e                                                 | -         |
| 3 avril 2016      | 22  | MAT Tétouan    | Ext. | 2 - 5    | Mahmoud Benhalib 7e Issam Erraki 32e (pen.) Abdelilah Hafidi 54e 82e Christian Osaguona 80e | -         |
| 11 avril 2016     | 23  | FAR Rabat      | Dom. | 1 - 4    | Issam Erraki 52e (pen.)                                                                     | Huis Clos |
| 17 avril 2016     | 24  | OCK Khouribga  | Ext. | 1 - 3    | Christian Osaguona 4e Zouheir El Ouasli 22e Abdelilah Hafidi 61e                            | -         |
| 23 avril 2016     | 25  | DHJ El Jadida  | Dom. | 0 - 1    |                                                                                             | Huis Clos |
| 30 avril 2016     | 26  | RSB Berkane    | Ext. | 1 - 1    | Lema Mabidi 6e                                                                              | -         |
| 8 mai 2016        | 27  | WAC Casablanca | Dom. | 3 - 0    | Christian Osaguona 19e Abdelilah Hafidi 41e Issam Erraki 92e                                | -         |
| 22 mai 2016       | 28  | OCS Safi       | Ext. | 1 - 0    |                                                                                             | -         |
| 29 mai 2016       | 29  | HUSA Agadir    | Dom. | 5 - 1    | Christian Osaguona 21e 31e Abdelilah Hafidi 80e (pen.) 90e 94e                              | -         |
| 4 juin 2016       | 30  | IRT Tanger     | Ext. | 3 - 0    |                                                                                             | -         |

## Coupe du Trône
| Date       | Tour                  | Adversaire     | Lieu                          | Score     | Buteurs                                                              |
| ---------- | --------------------- | -------------- | ----------------------------- | --------- | -------------------------------------------------------------------- |
| 24/08/2015 | 1/16e Finale (aller)  | JSM El Massira | Stade Mohamed V, Casablanca   | 0-1       |                                                                      |
| 29/08/2015 | 1/16e Finale (retour) | JSM El Massira | Stade Moulay-Rachid, Laâyoune | 1-2       | Youssef Kaddioui 87e 90+3e                                           |
| 02/09/2015 | 1/8e (aller)          | KACM Marrakech | Stade Mohamed V, Casablanca   | 1-0       | Mohamed Yakubu 56e                                                   |
| 09/09/2015 | 1/8e (retour)         | KACM Marrakech | Stade de Marrakech, Marrakech | 1-1       | Mohamed Messoudi 45+1e                                               |
| 19/09/2015 | 1/4e (aller)          | MAS Fès        | Stade Mohamed V, Casablanca   | 1-1       | Ahmed Jahouh 27e (pen.)                                              |
| 22/09/2015 | 1/4e (retour)         | MAS Fès        | Complexe sportif de Fès, Fès  | 1-1 (2-4) | Abdelkabir El Ouadi 12e                                              |
| 14/10/2015 | 1/2e (aller)          | FUS Rabat      | Stade Mohamed V, Casablanca   | 3-1       | Ahmed Jahouh 16e (pen.) Abdelkabir El Ouadi 45e Abdelilah Hafidi 59e |
| 04/11/2015 | 1/2e (retour)         | FUS Rabat      | Stade Moulay El Hassan, Rabat | 2-0       |                                                                      |

## Coupe Nord-Africaine des Clubs Champions 2015
| Date       | J.      | Adversaire             | Lieu                        | Score | Buteurs                               |
| ---------- | ------- | ---------------------- | --------------------------- | ----- | ------------------------------------- |
| 14/08/2015 | Match 1 | Ismaily Sporting Club  | Stade Mohamed V, Casablanca | 1-0   | Mohamed Mohamed Bouldini 40e          |
| 16/08/2015 | Match 2 | Club Africain          | Stade Mohamed V, Casablanca | 2-0   | Mohamed Bouldini 31e Hamza Iajour 89e |
| 19/08/2015 | Match 3 | Al Hilal Benghazi S.C. | Stade Mohamed V, Casablanca | 0-0   |                                       |

## Statistiques

### Statistiques collectives
| Compétition          | Débute au tour   | Termine      | Matches joués | Gagnés | Nuls | Perdus | Buts pour | Buts contre | Différence |
| -------------------- | ---------------- | ------------ | ------------- | ------ | ---- | ------ | --------- | ----------- | ---------- |
| Botola               | 1re Journée      | 30e Journée  | 30            | 13     | 8    | 9      | 48        | 30          | +17        |
| Coupe du Trône       | Demi-finales     | Demi-finales | 8             | 3      | 3    | 2      | 9         | 8           | +1         |
| Coupe nord-africaine | Phase de groupes | Vainqueur    | 3             | 2      | 1    | 0      | 3         | 0           | +3         |
| Total                | Total            | Total        | 41            | 18     | 12   | 11     | 60        | 38          | +21        |

### Statistiques des buteurs
| Place   | Nom                         | Botola | Coupe du Trône | Coupe Nord-Africaine des Clubs Champions | TOTAL des buts |
| 1       | Abdelilah Hafidi            | 11     | 1              | -                                        | 12             |
| 2       | Christian Osaguona Ighodaro | 6      | -              | -                                        | 6              |
| 3       | Abdelkabir El Ouadi         | 3      | 2              | -                                        | 5              |
| 4       | Issam Erraki                | 4      | -              | -                                        | 4              |
| -       | Ahmed Jahouh                | 2      | 2              | -                                        | 4              |
| -       | Youssef Kaddioui            | 2      | 2              | -                                        | 4              |
| 7       | Michel Babatunde            | 3      | -              | -                                        | 3              |
| -       | Yassine Salhi               | 3      | -              | -                                        | 3              |
| -       | Mohamed Bouldini            | 1      | -              | 2                                        | 3              |
| -       | Mahmoud Benhalib            | 3      | -              | -                                        | 3              |
| -       | Lema Mabidi                 | 3      | -              | -                                        | 3              |
| 12      | Adil Kerrouchi              | 2      | -              | -                                        | 2              |
| -       | Zouheir El Ouasli           | 2      | -              | -                                        | 2              |
| 14      | Abdeljalil Jbira            | 1      | -              | -                                        | 1              |
| -       | Mohamed Awal                | 1      | -              | -                                        | 1              |
| -       | Mohamed Oulhaj              | 1      | -              | -                                        | 1              |
| -       | Mohamed Messoudi            | -      | 1              | -                                        | 1              |
| -       | Hamza Iajour                | -      | -              | 1                                        | 1              |
| -       | Mohamed Yakubu              | -      | 1              | -                                        | 1              |
| Détails | 19 buteurs                  | 48     | 9              | 3                                        | 60             |

### Statistiques des passeurs
| Place   | Nom                 | Botola | Coupe du Trône | Coupe Nord-Africaine des Clubs Champions | TOTAL des passes |
| 1       | Abdelilah Hafidi    | 4      | 2              | -                                        | 6                |
| 2       | Michel Babatunde    | 4      | -              | -                                        | 4                |
| 3       | Zouheir El Ouasli   | 3      | -              | -                                        | 3                |
| -       | Zakaria El Hachimi  | 3      | -              | -                                        | 3                |
| 5       | Issam Erraki        | 2      | -              | -                                        | 2                |
| -       | Abdelkabir El Ouadi | -      | 1              | 1                                        | 2                |
| -       | Youssef Kaddioui    | 1      | -              | 1                                        | 2                |
| -       | Abdeljalil Jbira    | 2      | -              | -                                        | 2                |
| -       | Mohamed Bouldini    | 2      | -              | -                                        | 2                |
| 10      | Anas Zniti          | 1      | -              | -                                        | 1                |
| -       | Lema Mabidi         | 1      | -              | -                                        | 1                |
| -       | Mohamed Oulhaj      | -      | 1              | -                                        | 1                |
| -       | Anass Soudani       | 1      | -              | -                                        | 1                |
| -       | Christian Osaguona  | 1      | -              | -                                        | 1                |
| -       | Mahmoud Benhalib    | 1      | -              | -                                        | 1                |
| Détails | 15 passeurs Raja    | 24     | 4              | 2                                        | 30               |

### Statistiques individuelles
Mis à jour le 4 février 2017
| Numéro | Nat. | Nom                | Championnat | Championnat | Championnat | Championnat  | Coupe du Trône | Coupe du Trône | Coupe du Trône | Coupe du Trône | Total | Total       | Total  | Total        |
| Numéro | Nat. | Nom                | M.j.        | But inscrit | Averti      | Carton rouge | M.j.           | But inscrit    | Averti         | Carton rouge   | M.j.  | But inscrit | Averti | Carton rouge |
| ------ | ---- | ------------------ | ----------- | ----------- | ----------- | ------------ | -------------- | -------------- | -------------- | -------------- | ----- | ----------- | ------ | ------------ |
| 1      |      | Anas Zniti         | 16          | 0           | 1           | 0            | 2              | 0              | 0              | 0              | 18    | 0           | 0      | 0            |
| 2      |      | Hamza Toumi        | 0           | 0           | 0           | 0            | 1              | 0              | 0              | 0              | 1     | 0           | 0      | 0            |
| 3      |      | Zakaria Hachimi    | 9           | 0           | 0           | 0            | 1              | 0              | 0              | 0              | 10    | 0           | 0      | 0            |
| 4      |      | Maâti Tamayazou    | 1           | 0           | 0           | 0            | 0              | 0              | 0              | 0              | 1     | 0           | 0      | 0            |
| 5      |      | Jawad El Yamiq     | 13          | 0           | 1           | 1            | 0              | 0              | 0              | 0              | 13    | 0           | 1      | 1            |
| 6      |      | Mohamed Taouss     | 0           | 0           | 0           | 0            | 0              | 0              | 0              | 0              | 0     | 0           | 0      | 0            |
| 7      |      | Youssef Kaddioui   | 0           | 0           | 0           | 0            | 0              | 0              | 0              | 0              | 0     | 0           | 0      | 0            |
| 8      |      | Saad Lamti         | 14          | 1           | 2           | 1            | 0              | 0              | 0              | 0              | 14    | 1           | 2      | 1            |
| 9      |      | Mohamed Bouldini   | 5           | 0           | 0           | 0            | 1              | 0              | 0              | 0              | 6     | 0           | 0      | 0            |
| 10     |      | Samson Mbingui     | 10          | 2           | 0           | 0            | 0              | 0              | 0              | 0              | 10    | 2           | 0      | 0            |
| 11     |      | Zouheir El Ouasli  | 16          | 2           | 3           | 0            | 2              | 0              | 1              | 0              | 18    | 2           | 4      | 0            |
| 12     |      | Mohamed Chennouf   | 0           | 0           | 0           | 0            | 0              | 0              | 0              | 0              | 0     | 0           | 0      | 0            |
| 13     |      | Badr Benoun        | 15          | 0           | 0           | 0            | 2              | 0              | 0              | 0              | 17    | 0           | 0      | 0            |
| 14     |      | Lema Mabidi        | 16          | 1           | 1           | 0            | 0              | 0              | 0              | 0              | 16    | 1           | 1      | 0            |
| 16     |      | Mohamed Oulhaj     | 6           | 0           | 2           | 0            | 0              | 0              | 0              | 0              | 6     | 0           | 2      | 0            |
| 17     |      | Achraf Zahir       | 0           | 0           | 0           | 0            | 0              | 0              | 0              | 0              | 0     | 0           | 0      | 0            |
| 18     |      | Abdelilah Hafidi   | 16          | 2           | 0           | 0            | 2              | 2              | 0              | 0              | 18    | 4           | 0      | 0            |
| 20     |      | Abdeljalil Jbira   | 3           | 0           | 1           | 0            | 1              | 0              | 1              | 0              | 3     | 0           | 2      | 0            |
| 21     |      | Adil Kerrouchi     | 13          | 0           | 0           | 0            | 0              | 0              | 0              | 0              | 13    | 0           | 0      | 0            |
| 22     |      | Mohamed Boujad     | 0           | 0           | 0           | 0            | 0              | 0              | 0              | 0              | 0     | 0           | 0      | 0            |
| 24     |      | Mahmoud Benhalib   | 14          | 4           | 0           | 0            | 2              | 1              | 0              | 0              | 16    | 5           | 0      | 0            |
| 25     |      | Omar Boutayeb      | 11          | 0           | 0           | 0            | 2              | 0              | 1              | 0              | 13    | 0           | 1      | 0            |
| 26     |      | Anas Soudani       | 0           | 0           | 0           | 0            | 2              | 0              | 2              | 0              | 2     | 0           | 2      | 0            |
| 27     |      | Omar El Mansouri   | 0           | 0           | 0           | 0            | 0              | 0              | 0              | 0              | 0     | 0           | 0      | 0            |
| 28     |      | Youssef Anouar     | 1           | 0           | 0           | 0            | 0              | 0              | 0              | 0              | 1     | 0           | 0      | 0            |
| 29     |      | J. Lengoualama     | 10          | 0           | 0           | 0            | 0              | 0              | 0              | 0              | 10    | 0           | 0      | 0            |
| 32     |      | Hicham Allouch     | 0           | 0           | 0           | 0            | 0              | 0              | 0              | 0              | 0     | 0           | 0      | 0            |
| 34     |      | Othmane Haidamou   | 0           | 0           | 0           | 0            | 1              | 0              | 0              | 0              | 1     | 0           | 0      | 0            |
| 77     |      | Hilaire Momi       | 1           | 2           | 0           | 0            | 0              | 0              | 0              | 0              | 1     | 2           | 0      | 0            |
| 93     |      | Abdelkabir Ouadi   | 8           | 1           | 0           | 0            | 0              | 0              | 0              | 0              | 8     | 1           | 0      | 0            |
| 96     |      | Walid Sabbar       | 3           | 0           | 1           | 0            | 0              | 0              | 0              | 0              | 3     | 0           | 1      | 0            |
| 99     |      | Issam Erraki       | 16          | 5           | 2           | 0            | 2              | 0              | 0              | 0              | 18    | 5           | 2      | 0            |
| 10*    |      | Michel Babatunde   | 0           | 0           | 0           | 0            | 1              | 0              | 0              | 0              | 1     | 0           | 0      | 0            |
| 33*    |      | Christian Osaguona | 0           | 0           | 0           | 0            | 2              | 0              | 0              | 0              | 2     | 0           | 0      | 0            |